# キティオネ・タリガ
キティオネ・タリガ（Kitione Taliga、1993年4月21日 - ）は、スーパーラグビーフィジアン・ドゥルアに所属するラグビー選手。

## プロフィール
- フィジー出身。
- ポジションはフルバック(FB)[1]。
- 身長 186cm、体重 87kg

## 略歴
2016年、リオ五輪の7人制フィジー代表に選ばれ金メダルを獲得。
そして2021年、東京五輪の7人制フィジー代表バックアップメンバーに選ばれた。同年10月、フィジアン・ドゥルアに加入。